# 内昆铁路
内昆铁路自四川省内江至云南省昆明，全长872公里，是国家“九五”重点建设项目，曾是成昆铁路修建前提出的三条线路方案之一的东线，被放弃后历时四十余年终于全线贯通。其中内江至六盘水又称内六铁路，六盘水至昆明与沪昆铁路共线。

## 运价里程
- 梅花山站没有折返条件，因此梅花山到六盘水区间是两条线路，从内江去往昆明的列车在六盘水折返。因此从内江到昆明的铁路长度不是872公里，而是915公里。

## 建设历史
- 北段内江站至宜宾县安边镇（140公里），1956年开工，1958年铺轨至宜宾，1959年通车至安边。[2]
- 南段昆明至安边，1958年开工，受当时的技术条件限制，1962年内昆铁路停建。
- 1966年建成昆明站至梅花山段（370公里），为现今沪昆铁路的西段。
- 1966年开工修建宜宾至珙县支线，1977年通车。
- 安边至水富段（4公里）作为云南省地方铁路在1996年建成。
- 中段水富至梅花山段（358公里），1998年开工，2001年建成。

## 工程难度
- 大关至昭通的长坡道，以77.4公里的展线从海拔701米爬升到2083米，坡度为23.5‰。[3]
- 彝良附近的展线，铁路上下三层，高差达280多米，从第一层的彝良站到第二层的彝良南站直线距离仅500米，而两站之间铁路长度却有12公里。
- 黄土坡三号隧道，铁路隧道的进口和出口的水平距离仅120米，上下高差却有60米，隧道在山腹中转了大半个圈。
- 花土坡特大桥，最高的桥墩高110米。

## 与其他铁路的连接
- 内江站：成渝铁路。
- 翠屏站：宜珙支线至珙县。
- 梅花山站：沪昆铁路。
- 六盘水站：水柏铁路、沪昆铁路。

## 灾害事故
- 2013年8月2日，云南大关山体滑坡致使内昆铁路中断，1人死亡。[4][5]至8月19日23时59分恢复通车。[6]
- 2013年8月25日，大关至曾家坪子间发生山体溜坍，内昆铁路再度中断。[7]
- 2016年7月6日凌晨，受连续大范围降雨影响，内昆铁路小儿坪至滩头区间181公里处的左侧棚洞被泥石冲毁，造成约400方土石溜坍，200余方土石涌上轨道。与此同时，小儿坪站至铜鼓溪站、普洱渡站至临江溪站等多个区间也相继发生水害。险情发生后，成都铁路局封锁了区间，扣停在途的旅客列车，调集400余名抢险人员和数台挖掘机等抢险机具分赴水害现场开展抢修。7月7日上午8时30分，内昆铁路逐渐恢复通车[8][9]。
- 2019年8月1日，成都局集团发布通告，因近期长宁地震以及内昆线水昭段地质复杂等原因，为确保雨季内昆铁路线路安全，自8月3日起至9月20日止，除保留一对通勤慢火车（5635/6次列车）外，对途经内昆铁路水富至昭通区段的旅客列车调整运行区段，以下三对列车暂时不再经由内昆铁路运行：成都至深圳东的K829/30次列车、成都至杭州的K1273/4次列车、以及成都至昆明的K853/4次列车，同时开行宜宾至贵阳的K9507/5次管内列车以方便昭通旅客出行。因此宜宾、自贡开往成都方向的普速列车自8月3日起至9月20日止暂时停运。[10]